# ロウサ・リントーン＝オーマン

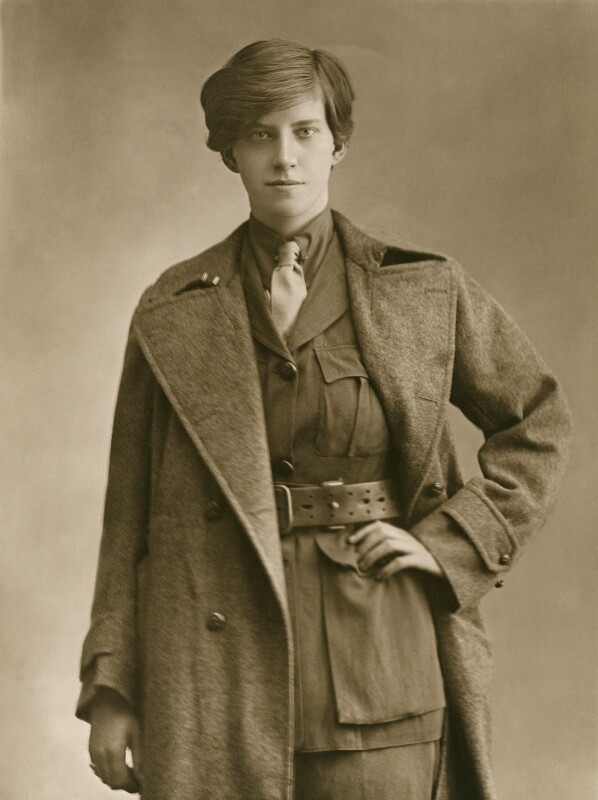
ロウサ・リントーン＝オーマン

ロウサ・リントーン＝オーマン (Rotha Lintorn-Orman) として知られるロウサ・ベリル・リントーン・オーマン（Rotha Beryl Lintorn Orman, 1896年 - 1935年）は、イギリスの政治における女性政治活動家の先駆者であり、イギリスにおける最初のファシズム運動を創始した。

## 生い立ち
エセックス連隊の少佐チャールズ・エドワード・オーマンの娘として、ロンドンのケンジントンに生まれた。母方の祖父は、陸軍元帥ジョン・リントーン・アラビン・シモンズ卿であった。
婦人予備救急隊 (the Women’s Reserve Ambulance) の一員として第一次世界大戦に従軍、1917年のテッサロニキ大火災の際に活躍し、勲章を受けた。 また、スコットランド婦人病院部隊 (the Scottish Women's Hospital Corps) で働いたこともあった。こうした若い時期の活動を通して、リントーン＝オーマンはイギリスナショナリズムの強い意識をもつようになり、また強固な君主主義者、帝国主義者となった。大戦後も、軍の医療部門での仕事を続けた彼女は、やがて、戦場での自動車運転手を養成する赤十字の自動車学校長にまでなった。

## 政治活動
戦時の任務を終えた後、リントーン＝オーマンは右翼雑誌『愛国者 (The Patriot)』に、反共主義の同志を募る広告を出した。これは、1923年のイギリスファシスト党結成につながった。結党当初はイタリア語を採って「British Fascisti」と称したが、これは前年1922年のムッソリーニの政権奪取の記憶が生々しかったことの現れである。もともと結党は、激烈な反共主義者だった彼女にとって大きな不安の源になっていた労働党の勢力拡大への反動から出たものであった。1924年にその労働党が自由党との連立で初めて政権に参加すると、左翼への反発からイギリスファシスト党に参加する者も拡大した。
母親からの財政的支援を受けたリントーン＝オーマンの党は、何とか合法的な範囲に踏みとどまり、保守党の枠組みの周縁部に繋がっていたいという彼女の思惑に沿って動いていた。彼女のグループの体制側との結びつきは1926年のゼネストに際して、供給維持機構に密接に関わったところにも現われている。
イギリスファシスト党は、早い段階から、いくつもの分派に割れていった。より過激な者たちは1924年に脱退して、ナショナル・ファシスティを結成していったし、その後も帝国ファシスト連盟やイギリスファシスト連合(BUF) が結成されると、多くのメンバーがそちらへ移っていった。1932年には、党内の有力者だったニール・フランシス・ホーキンスが多数のメンバーを引き連れ、党を割ってBUFに移ったが、リントーン＝オーマンは、BUFの指導者オズワルド・モズレー卿を共産主義に近い立場と見ており、自らはBUFに関わろうとしなかった。
リントーン＝オーマンは、薬物とアルコールに依存するようになり、私的生活に関する噂が彼女の評判を傷つけるようになって行くと、アルコールと薬物と性的放縦のおぞましい噂話が流れるの中で、遂には母親が資金の提供を止める。 リントーン＝オーマンが1935年に急死したとき、彼女の党は既に実体を失っていた。

## 文献
- 'Hurrah for the Blackshirts!': Fascists and Fascism in Britain between the Wars, Martin Pugh (Random House, 2005)
- 長谷川公昭『世界ファシスト列伝』中央公論新社, 2004年(中公新書ラクレ) ISBN 978-4-12-150127-1